# Ароза (Гимарайнш)
Ароза (порт. Arosa) — район (фрегезия) в Португалии, входит в округ Брага. Является составной частью муниципалитета Гимарайнш. Находится в составе крупной городской агломерации Большое Минью. По старому административному делению входил в провинцию Минью. Входит в экономико-статистический субрегион Аве, который входит в Северный регион. Население составляет 674 человека на 2001 год. Занимает площадь 1,96 км².
Покровителем района считается Святая Маринья (порт. Santa Marinha).